# Risvin
Risvin är en svensk benämning på ett antal olika asiatiska drycker eller matlagningsprodukter. De innehåller alkohol och är baserade på ris. Benämningen vin är något oegentlig eftersom de baseras på ett stärkelserikt spannmål och inte någon naturligt söt frukt. Framställningen påminner därför mer om ölbryggning, men alkoholhalten är i allmänhet högre än i öl. Se vidare under respektive produkt nedan. 
- Sake, risvin från Japan.
- Huangjiu, kinesiskt odestillerat (lagrat) vin.
- Mijiu, klart sött risvin från Kina vilket påminner om Sake.
- Jiuniang, ofiltrerad Mijiu som serveras som en maträtt.
- Cheongju, koreansk variant på Mijiu.
- Ris-baijiu, kraftigare destillerad Mijiu. Egentligen en spritsort.
- Makgeolli, koreanskt grumligt risvin som är jäst på kokt ris.
- Mirin, japanskt sött risvin avsett för matlagning.
- Lao-Lao, risvin från Laos.
- Ara, risvin från Bhutan.

Några marinader och maträtter där risvin ingår: 
- Kalbi
- Tempura
- Teriyaki

Sommaren 2013 uppstod en debatt i svenska media om risviner när det visade sig att fullt drickbara kinesiska risviner såldes i vanliga svenska livsmedelsbutiker. De klassades som matlagningsprodukter och inte som dryck. Folkhälsoinstitutet utfärdade då förtydligade direktiv för att täppa till denna lucka i regleringen och Systembolaget bestämde sig för att ta in produkterna i sitt sortiment.